# Іайдо
Іайдо (яп. 居合道), скорочено іай (яп. 居合) — це сучасне бойове мистецтво, яке походить від традиційної техніки іайджитсу (яп. 居合術). Основний акцент в іай робиться на демонстрації ката (формальних комплексів рухів), а також використанні системи рангів дан-кю. Однак, за винятком цих аспектів, чіткої межі між «іайдо» та «іайджитсу» з ідеологічного та технічного погляду не існує. Людей, котрі практикують іайдо, називають іайдока.
Іайдо складається з чотирьох основних компонентів: плавного, контрольованого руху витягання меча з сая, удару або розрізання противника, чібурі (струшування крові з леза) та ното (яп. 納刀, повернення меча в сая).
Початківці починають навчання з дерев'яного меча (бокуто або боккен), залежно від стилю викладання конкретного інструктора. Проте більшість іайдок використовують спеціальний меч із затупленим лезом, який називається іайто. Деякі досвідчені майстри іайдо тренуються з гострим мечем (шінкен).

## Походження назви
Термін іайдо з'явився у 1932 році та складається з трьох ієрогліфів: 居 (і), 合 (ай) та 道 (до). Перші два ієрогліфи, іай (居合), походять від виразу «Цуне ні іте, кю ні авасу» (яп. 常に居て、急に合わす), що приблизно перекладається як «постійно перебуваючи (в готовності), негайно зустрічати (опозицію)». Таким чином, основний акцент у «іай» робиться на психологічному стані присутності (居), а другорядний — на швидкому витяганні меча та реагуванні на раптову атаку, гармонізуючи з нею (合).
Третій ієрогліф, 道 (до), зазвичай перекладається як «шлях» або «дорога». Отже, термін «іайдо» приблизно означає «шлях ментальної присутності та негайної реакції». Цей термін був популяризований Накаяма Хакудо. Він виник з іайджитсу (居合術) у контексті загальної тенденції у японських бойових мистецтвах до заміни суфікса -джитсу (術) («мистецтво») на -до (道), щоб підкреслити філософські або духовні аспекти практики.

## Історія
Витоки іайдо сягають батоджитсу (або іайджитсу), яке, як вважається, було засноване майстром меча Джінсуке Хаяшізакі у період з епохи Сенґоку до початку періоду Едо (1500 роки). У період Едо виникло багато різних шкіл (рюгі) цього мистецтва.

### Від періоду Мейдзі до раннього періоду Сева
Після реставрації Мейдзі та ліквідація самурайського стану, політика модернізації та «європеїзації», зокрема указ про заборону носіння мечів 1876 року, завдали значного удару по різних школах іайджитсу. Завдяки зусиллям окремих ентузіастів, традиція збереглася.
У 1886 році, під час створення стилю Кейши-рю, було розроблено 10 форм кенджитсу та 5 форм іайджитсу (перед, зад, ліворуч, праворуч, чотири сторони), складених із різних шкіл, але вони не набули широкого поширення. Після заснування у 1895 році Великої японської асоціації бойових мистецтв (Дай Ніппон Бутокукай) тим, хто демонстрував відмінне іайджитсу, присвоювалися звання сейреншо (пізніше ренші), кьоші та ханші, хоча ранги не встановлювалися. На той час термін «іайджитсу» був більш поширеним, ніж «іайдо», і Дай Ніппон Бутокукай використовувала саме його. Іайджитсу лише зрідка мало можливість бути представленим на різних змаганнях. На початку 20-го століття, завдяки зусиллям таких майстрів, як Хосіно Кумон (школа Хокі-рю, Кумамото), Ое Масаджі (школа Мусо Джікіден Ейшін-рю, Коті) та Накаяма Хакудо (Токіо), іайджитсу нарешті було визнано суспільством.
У 1933 році Накаяма Хакудо (中山博道) реорганізував ката школи Хасеґава Ейшин-рю, створивши нову систему, яку назвав Мусо Шінден-рю (夢想神伝流), і активно сприяв її поширенню. У той період лише він мав звання ханші з іайджитсу у Бутокукай, тоді як кількість кьоші становила 31, а ренші — 63. Його вплив був значним і продовжує відчуватися в сучасному іайдо. Станом на березень 1941 року, незадовго до початку Тихоокеанської війни, кількість осіб зі званнями в іайджитсу зросла до 230: 2 ханші, 50 кьоші та 178 ренші, що у 2,4 раза більше порівняно з попередніми вісьмома роками.
У 1945 році, після капітуляції Японії в Тихоокеанській війні, організацію «Дай Ніппон Бутокукай» було розпущено за наказом окупаційної влади, а численні японські мечі були конфісковані й знищені.

### Від пізнього періоду Сева до сьогодення
Всеяпонська Федерація Іайдо (яп. 全日本居合道連盟, Дзен Ніппон Іайдо Ренмей, ZNIR) була започаткована в 1948 році.
Після завершення окупації у 1952 році, фактичним наступником «Дай Ніппон Бутокукай» стала Всеяпонська федерація кендо. Проте спочатку, ця федерація займалась виключно кендо та не включала іайдо. Через це 20-й голова школи Мусо Дзікіден Ейсін-рю, Коно Хякурен та інші, у 1954 році, заснували Всеяпонську федерацію іайдо.
У 1956 році Всеяпонська федерація кендо створила власну Всеяпонську федерацію кендо іайдо, Дзен Ніппон Кендо Ренмей Іайдо. Між двома федераціями почалися перемовини про об'єднання, однак вони завершилися безрезультатно через розбіжності. Внаслідок цього, іайдо поділилось між двома федераціями.
Після смерті Коно Хякурена у 1974 році виникла боротьба за спадкоємність у школі Мусо Дзікіден Ейсін-рю, через що від Всеяпонської федерації іайдо відокремились Велика японська федерація іайдо, Японська федерація іайдо та Національна федерація іайдо, спричинивши подальший розкол. Станом на 2025 рік, різні федерації практично не співпрацюють, проводячи власні змагання та іспити.